# Wiktor Gniewosz (1792–1840)
Wiktor Gniewosz herbu Rawicz (ur. 1792, zm. 12 listopada 1840 w Wiedniu) – właściciel dóbr.

## Życiorys

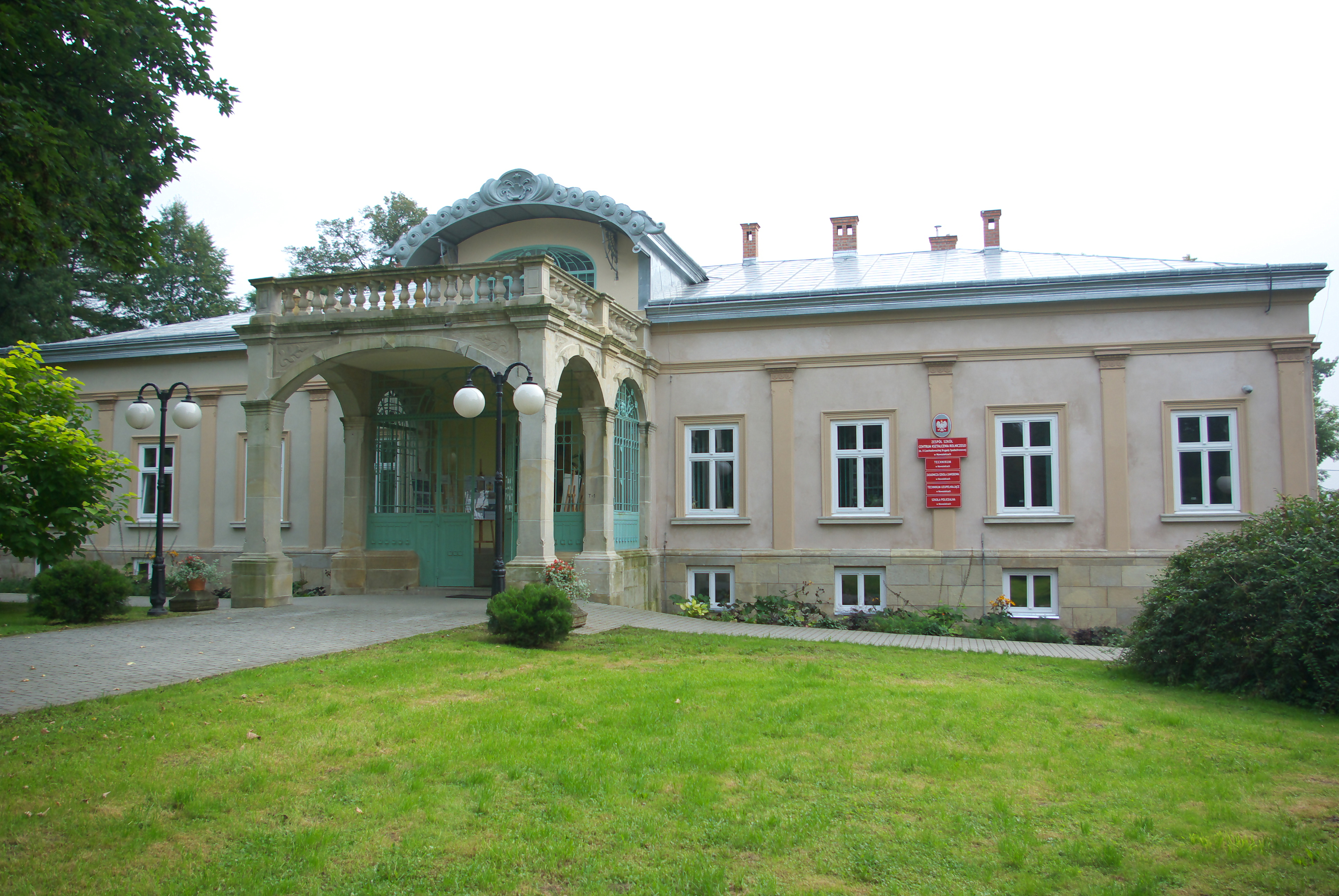
Dwór w Nowosielcach

Wywodził się z rodu Gniewoszów herbu Rawicz z Nowosielec, był wnukiem Stanisława oraz synem Piotra (1756-1811) i Janiny z domu Borkowskiej herbu Junosza. Jego rodzeństwem byli: Magdalena, Patrycy (1795-1860), Aleksander (1799-1861).
Został absolwentem szkoły artylerii i inżynierów w Warszawie, oficerem Armii Księstwa Warszawskiego w stopniu porucznika z 1811.
W 1811 odziedziczył dobra ziemskie Nowosielce, a także Tokarnia, Karlików, Wola Piotrowa.
W 1834 został członkiem Stanów Galicyjskich.
Jego żoną od 1820 była Łucja (1802-1894, córka Sebastiana Ostaszewskiego z pobliskiego Wzdowa i Wiktorii z domu Łubkowskiej herbu Grabie; analogicznie jego dwaj bracia także poślubili córkę Ostaszewskich). Mieli ośmioro dzieci. Ich synami byli Edward (1822-1906, poseł na Sejm Krajowy i do Rady Państwa), Zygmunt (1827-1909, c. k. generał i szambelan cesarski), Władysław (1829-1901, c. k. pułkownik i szambelan cesarski), Feliks (1836-1897, właściciel dóbr, urzędnik, dziedzic Nowosielec po rodzicach). Mieli także trzy córki, w tym Cecylię Eugenię (żona Stanisława Eustachego Leszczyńskiego i matka Adama Eugeniusza Leszczyńskiego). Ich wnukiem był Wiktor (1879-1921, spadkobierca dóbr rodzinnych), a prawnukami byli Jan i Józef Morawscy.
Jego krewnymi byli Włodzimierz Gniewosz oraz Jan Nepomucen Gniewosz.